# Carlos Méndez Acevedo
Carlos Méndez Acevedo (27 de junio de 1972) es un deportista puertorriqueño  que compitió en judo. Ganó una medalla de plata en los Juegos Panamericanos de 1999 y una medalla de plata en el Campeonato Panamericano de Judo de 1998.

## Palmarés internacional
| Juegos Panamericanos    | Juegos Panamericanos            | Juegos Panamericanos | Juegos Panamericanos |
| Año                     | Lugar                           | Medalla              | Categoría            |
| ----------------------- | ------------------------------- | -------------------- | -------------------- |
| 1999                    | Winnipeg (Canadá)               | Medalla de plata     | –73 kg               |
| Campeonato Panamericano |                                 |                      |                      |
| Año                     | Lugar                           | Medalla              | Categoría            |
| 1998                    | Santo Domingo (Rep. Dominicana) | Medalla de plata     | –73 kg               |